# Cseljabinszk
Cseljabinszk (oroszul: Челябинск) város Oroszországban a Cseljabinszki terület központja.
Lakosságát tekintve Oroszország 8. legnépesebb városa. A dél-uráli régió fontos kulturális, oktatási, politikai, pénzügyi, kereskedelmi és gazdasági központja.
Lakossága: 1 130 132 fő (a 2010. évi népszámláláskor), melyből 936 457 orosz, 54 400 tatár, 33 716 baskír, 15 638 ukrán, 7096 német, 3999 fehérorosz, 3666 örmény, 3097 mordvin, 2966 tadzsik, 2866 kazah, 2706 üzbég, 2224 zsidó, 2159 csuvas, 2149 azeri stb.

## Fekvése
Az Urál-hegység délkeleti lejtőin épült a város a Miassz folyó partján. Fontos közlekedési csomópont Cseljabinszkon keresztül halad a Transzszibériai vasútvonal történelmi déli nyomvonala.
A Nyugat-szibériai-alföldet, a Finn-tóvidékhez hasonlóan, tavak ezrei borítják. A tó-táj itt is a jégkorszak visszahúzódása idején alakult ki.

## Története
1736-ban építették fel Cseljaba erődjét. Városi rangot 1781-ben kapott. Az 1900-as évek elején a Transzszibériai vasútvonal építésének központja volt. A vasútvonal megnyitását követően Cseljabinszk jelentősége gyorsan nőtt.
Cseljabinszktól 150 km-re északnyugatra a Majak nukleáris fűtőanyag feldolgozó üzemben súlyos, a csernobili atomerőmű-baleset után, a legtöbb áldozatot követelő nukleáris baleset volt 1957-ben.
2013. február 15-én, helyi idő szerint fél 10 körül a város felett egy légkörbe belépő meteor erős fényjelenség és hanghatás kíséretében felrobbant. Az esemény következtében több mint ezren megsérültek, számos épület ablakai betörtek, megremegtek az épületek, és autóriasztók is beindultak.

## Oktatás
Cseljabinszk legfontosabb felsőoktatási intézménye az 1943. december 15-én alapított Dél-uráli Állami Egyetem (oroszul: Южно-Уральский государственный университет, ЮУрГУ).

## Kutatás, kultúra
A Cseljabinszki Múzeum Régészeti Osztálya érdekes és fontos kutatásokat végez a Kelet-Ural területén. Szergej Botalov, a múzeum régésze 2011 tavaszán Budapesten is előadást tartott az MTA Régészeti Intézetében a honfoglalás kori magyar sírokhoz igen hasonló lovastemetkezési leletekről.

## Gazdasági élet, közlekedés

### Gazdaság
A város gazdaságában meghatározó a nehézipar. Jelentőségét tekintve kiemelkedik a kohászat és a gépgyártás. A város három kiemelkedően fontos üzeme a Cseljabinszki Kohászati kombinát, a Cseljabinszki Traktorgyár és a Cseljabinszki Csőhengerművek. (Челябинский трубопрокатный завод).
A Cseljabinszki Traktorgyárat 1933-ban létesítették. 1940-ben a háborús igényeknek megfelelően ez a gyár is hadiüzemmé vált itt készültek a Vörös Hadsereg számára olyan legendás harckocsitípusok, mint a T–34, a SZU–152, az ISZ–1 és később a T–90. Napjainkban a traktorgyár nehéz traktorokat, buldózereket és rakodógépeket gyárt.
A Cseljabinszki Csőhengerművek (Челябинский трубопрокатный завод) olaj- és gázvezetékek céljára készít csöveket. Vásárlói között nem csak európai országok, hanem Japán, Irán, és az Amerikai Egyesült Államok cégei is megtalálhatók.

### Közlekedés
Cseljabinszk fontos vasúti csomópont, vasúti fővonal köti össze Moszkvával, Harkivon keresztül Európával és Jekatyerinburggal.
Cseljabinszk repülőtere a Balandino repülőtér CEK (IATA:  CEK , ICAO:  USCC ) képes minden forgalomban lévő repülőgéptípus fogadására.

## Testvérvárosok
- Columbia, USA (1995)
- Nottinghamshire, Egyesült Királyság (2000)
- Ramla, Izrael (2000)
- Ürümcsi, Kína (2004)
- Harbin, Kína (2012)